# Delbar Nazari
Delbar Nazari, née le 5 mars 1956 en Afghanistan et morte le 14 août 2024 à Calgary au Canada, est une femme politique afghane qui exerce les fonctions de ministre des Affaires féminines de 2015 à 2021.

## Biographie

### Jeunesse et formation
Nazari est une Ouzbèke originaire du district de Kholm (en), dans la province de Balkh. Elle est diplômée du Centre de formation des enseignants de Balkh et titulaire d'un baccalauréat en relations internationales de l'Université de Kaboul. 

### Carrière
Delbar Nazari est enseignante et directrice du lycée Naeem Shahid à Samangan (en) (Afghanistan) et travaille pour Oxfam et l'UNICEF dans leurs événements liés aux droits des femmes. Elle est membre de la Chambre du peuple pour Samangan de 2005 à 2010. Elle travaille aussi au département du Ministère de l'Intérieur sur le développement de la carte d'identité électronique nationale. 
Elle est nommée par l'équipe d'Abdullah Abdullah au sein du gouvernement d'unité nationale et nommée Ministre des Affaires féminines en avril 2015, l'une des quatre femmes nommées à ce moment-là,,. Le frère de Nazari travaille comme conseiller au ministère. 
Le 13 juillet 2016, un vote de censure à l'encontre de Nazari est présenté à la chambre basse, l'accusant de corruption et d'inefficacité professionnelle, l'une des nombreuses motions de ce genre à l'encontre de ministres mais le vote est rejeté,. 
En octobre 2016, Nazari participe à un panel de femmes de l'émission Open Jirga sur la BBC, afin de débattre des questions d'égalité, malgré les attentats à la bombe et les attaques perpétrées dans la ville la veille. Le 13 décembre 2016, Nazari déclare aux journalistes que plus de 87% des femmes en Afghanistan ne se sentent pas en sécurité, affirmant que « Les privations causent de nombreuses menaces pour les femmes à travers le pays ». Son ministère enregistre plus de 4 000 cas de violence à l'égard des femmes au cours des neuf mois précédents. 
Le 16 mars 2018, elle prononce un discours aux Nations unies lors de la 62e session de la commission sur le statut des femmes. 